# Kranj
Kranj (IPA: [ˈkɾaːɲ], in tedesco Krainburg) è una città della Slovenia di 37 313 abitanti appartenente alla regione statistica dell'Alta Carniola di cui è capoluogo, con i suoi abitanti (censimento 2018) è la terza città per popolazione dopo Lubiana e Maribor.
La città ricade nel territorio del comune cittadino di Kranj (Mestna občina Kranj) e ne è capoluogo comunale.

## Etimologia
Le prime attestazioni scritte di Kranj risalgono al X secolo come Carnium (e come via Chreinariorum nel 973, actum Kreine nel 1050–65, in loco Chreina nel 1065–77 e Chrainburch nel 1291). Il nome sloveno deriva dallo slavo *Korn’ь, mutuato a sua volta dal latino Carnium. Proprio come il nome latino della regione Carnia, deriva dalla tribù celtica nota come i Carnī (in greco: Κάρνοι).
Κάρνοι). Il nome di questa tribù è probabilmente derivato dalla radice celtica *karno- 'cima, collina, pila di pietre'. Il nome tedesco della città era Krainburg. Il nome della regione Carniola è un diminutivo latino di Carnia.

## Geografia fisica
Kranj è situata alla confluenza dei fiumi Kokra e Sava.

## Monumenti e luoghi d'interesse
Il nucleo della città ha un ben conservato centro medievale.
- Chiesa parrocchiale di San Canziano (župnijska sv. Kancijana in tovarišev): è la più grande chiesa a Kranj. Costruita nel XIV secolo, misura 442 metri cubi. La costruzione fu commissionata dai conti di Kranj.
- Castello Kieselstein: fu costruito nella metà del XVI secolo dal barone Johann Jakob Khisl. Proprietari successivi furono le famiglie di Moscon, Ravbar, Apfaltrer, Auersperg e Pagliaruzzi. L'edificio è stato ristrutturato nel 1952 dall'architetto Jože Plečnik. Il giardino del castello è attualmente utilizzato per concerti.

## Infrastrutture e trasporti
La città è servita dalla stazione ferroviaria sulla linea da Lubiana a Monaco di Baviera (via Jesenice e Villaco).
Kranj è molto vicina all'aeroporto di Lubiana, molto più della stessa capitale.

## Sport

### Calcio
La squadra principale della città è il Nogometno Društvo Triglav 2000 Kranj.

### Ciclismo
Il 2 giugno 1994 la 12ª tappa del Giro d'Italia 1994 si concluse a Kranj con la vittoria di Andrea Ferrigato.